# Ramona Ciobanu
Ramona Maria Ciobanu (* 4. September 1984) ist eine ehemalige rumänische Wasserspringerin, die im 10-m-Turm- und Synchronspringen antrat. Sie nahm an zwei Olympischen Spielen teil.
Ciobanu startete für den Verein CS Triumf Bukarest und wurde von Tiu Claudia trainiert. Sie nahm in Athen an den Olympischen Spielen 2004 teil. Im Einzelwettbewerb vom Turm belegte sie im Vorkampf Rang 24. Ihr bestes Resultat bei Europameisterschaften erreichte sie 2006 in Budapest. Im Einzel verpasste sie als Vierte eine Medaille nur knapp, im Synchronwettbewerb wurde sie mit Corina Popovici Fünfte. Ein Jahr später bestritt Ciobanu in Melbourne ihre erfolgreichste Weltmeisterschaft. Mit Popovici erreichte sie im Synchronwettbewerb vom Turm das Finale und wurde Zehnte. In Peking nahm Ciobanu im Jahr 2008 an ihren zweiten Olympischen Spielen teil und erreichte erneut im Einzel vom Turm Rang 24. Im Anschluss beendete sie ihre aktive Karriere.